# Bräcke kyrkogård, Göteborg

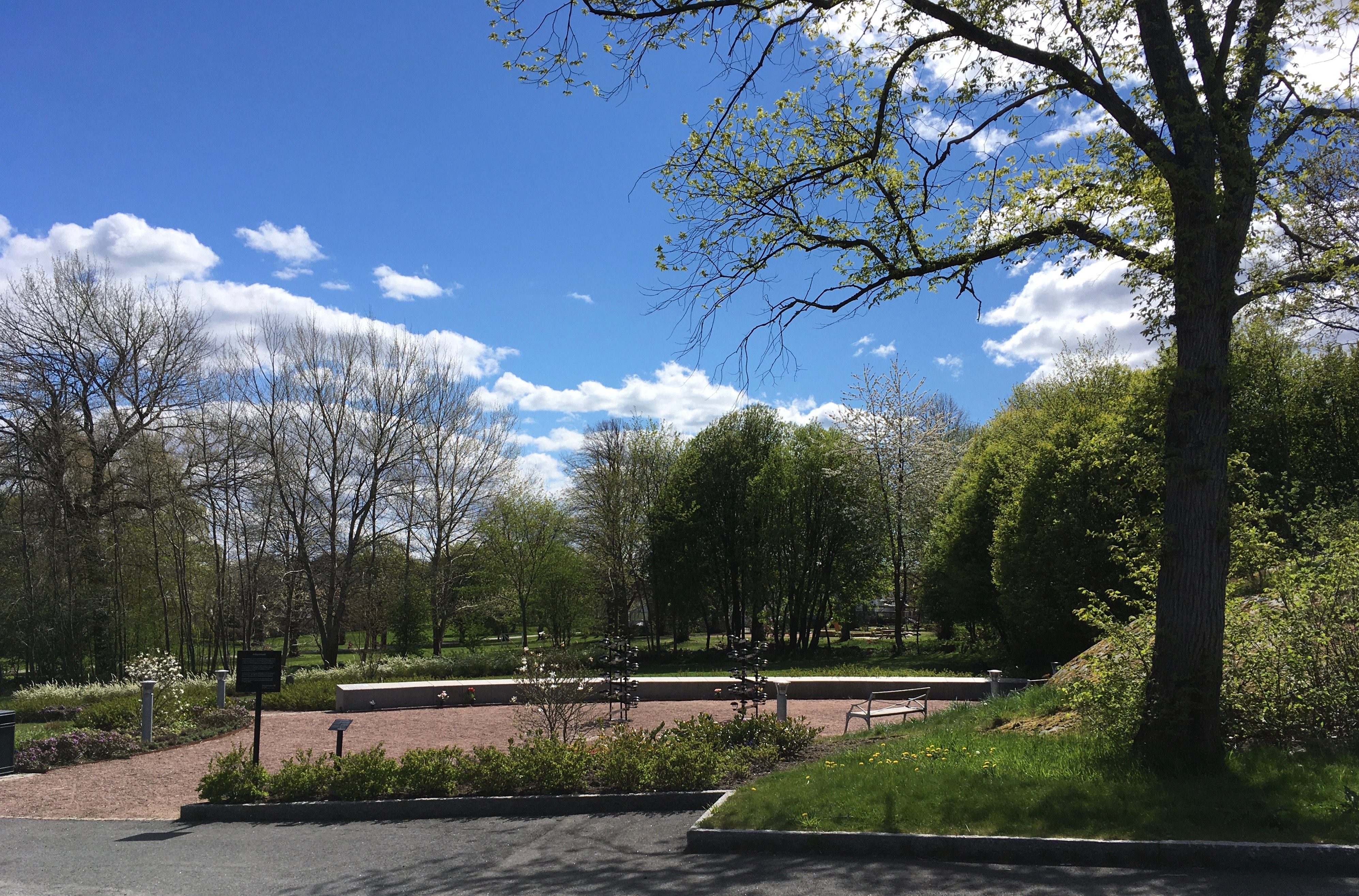
Begravningsplatsen med vy mot söder.

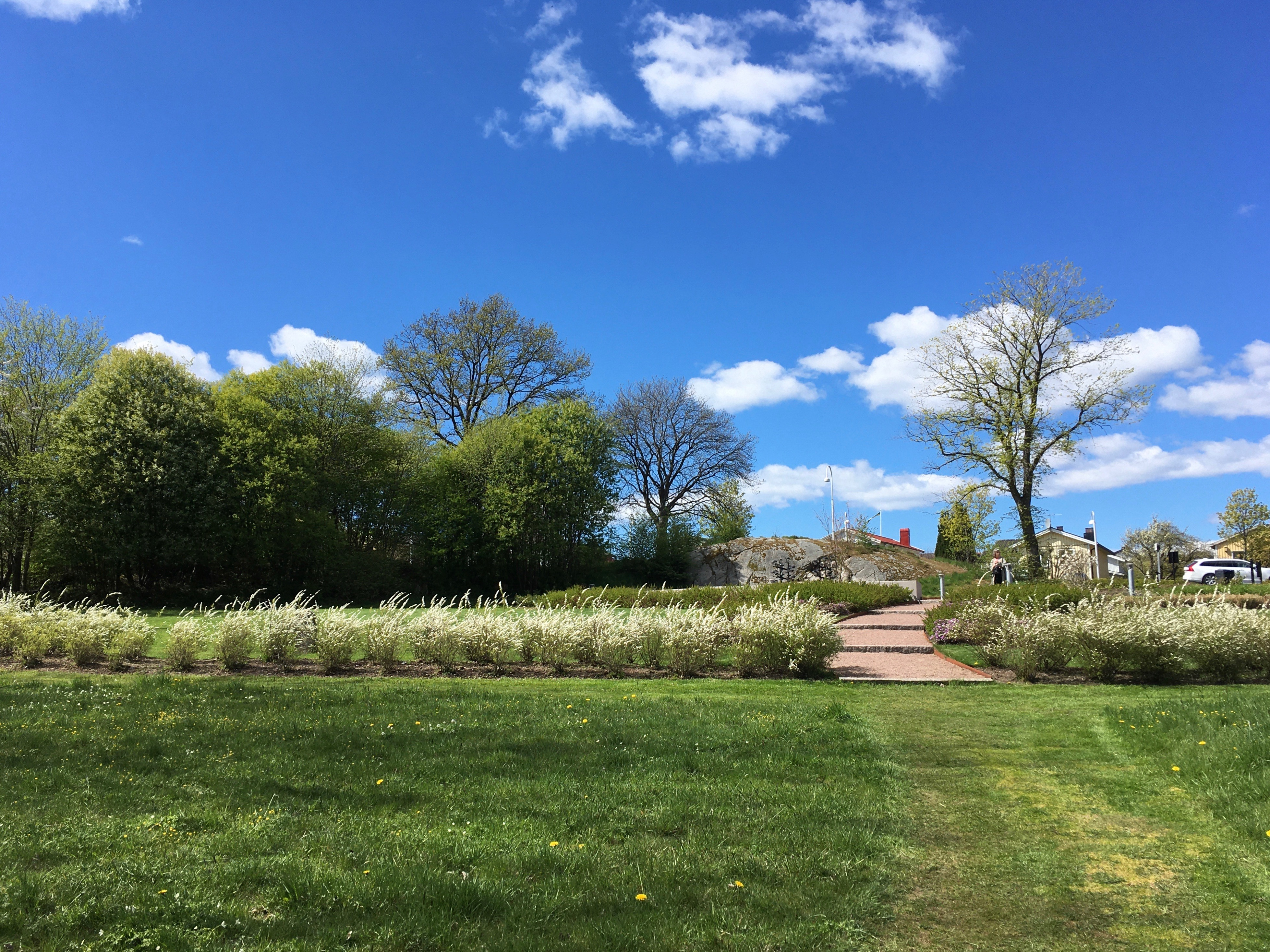
Begravningsplatsen i Bräcke, maj 2020.

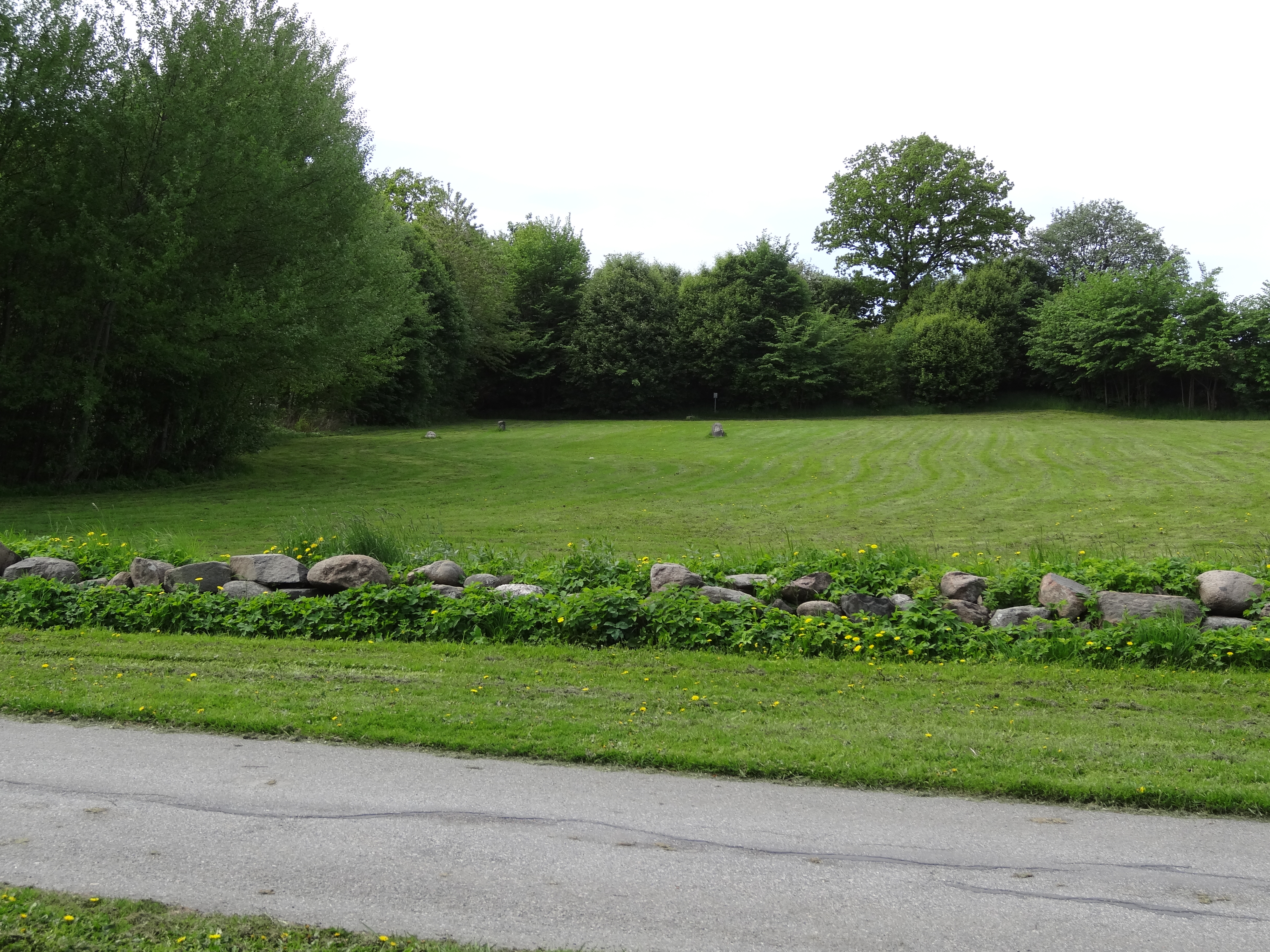
Begravningsplatsen i Bräcke, maj 2013.

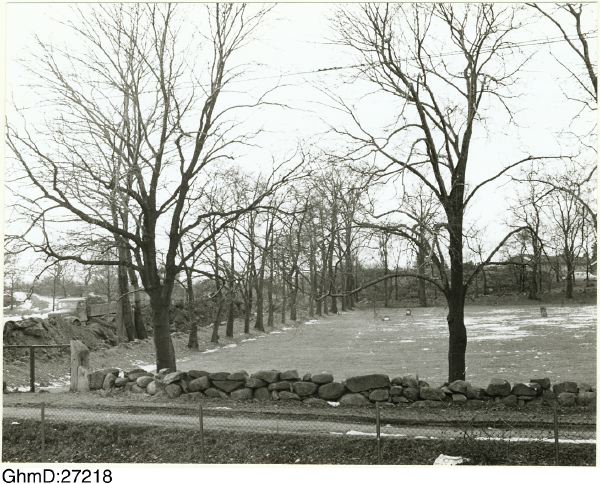
Begravningsplatsen i Bräcke, mars 1968.

Bräcke kyrkogård är en begravningsplats vid Dysiksgatan i Bräcke på Hisingen i Göteborg. Begravningsplatsen användes från 1834 och fram till 1886, då  Lundby kyrka stod färdig med en kyrkogård för gravläggning. Sedan 2017 är Bräcke begravningsplats en askgravlund med historiska anor som tidigare kolerakyrkogård. Den betraktas som en fast fornlämning och skyddas därmed enligt kulturmiljölagen (KML).
Sverige liksom många andra länder drabbades hårt av kolera under 1800-talet. Det var via Göteborg sjukdomen kom in i landet vid detta tillfälle. Kolerakyrkogården i Bräcke etablerades i samband med koleraepidemin i Göteborg 1834. Historien berättar att upp emot 10 procent av göteborgarna dog under denna pandemi. Bräcke begravningsplats användes även vid senare epidemier. Vid denna tid anlades många särskilda kolerakyrkogårdar, vilka då placerades utanför städerna. Inte mindre än nio epidemier drabbade Sverige från 1834 och fram till och med år 1884.
På platsen finns tre gravstenar. Bland andra en sten med inskriptionen Petter Blom, född 8 september 1812 och död 10 september 1875, och en gravsten av sandsten med utsirade rankor. Även den härrör från 1800-talets slut. Då kyrkogården numera används som askgravlund har det medfört en förändring av platsen. Planteringar, anlagda gångar och anordning för namnplaketter finns inom kyrkogården.

## Bildgalleri

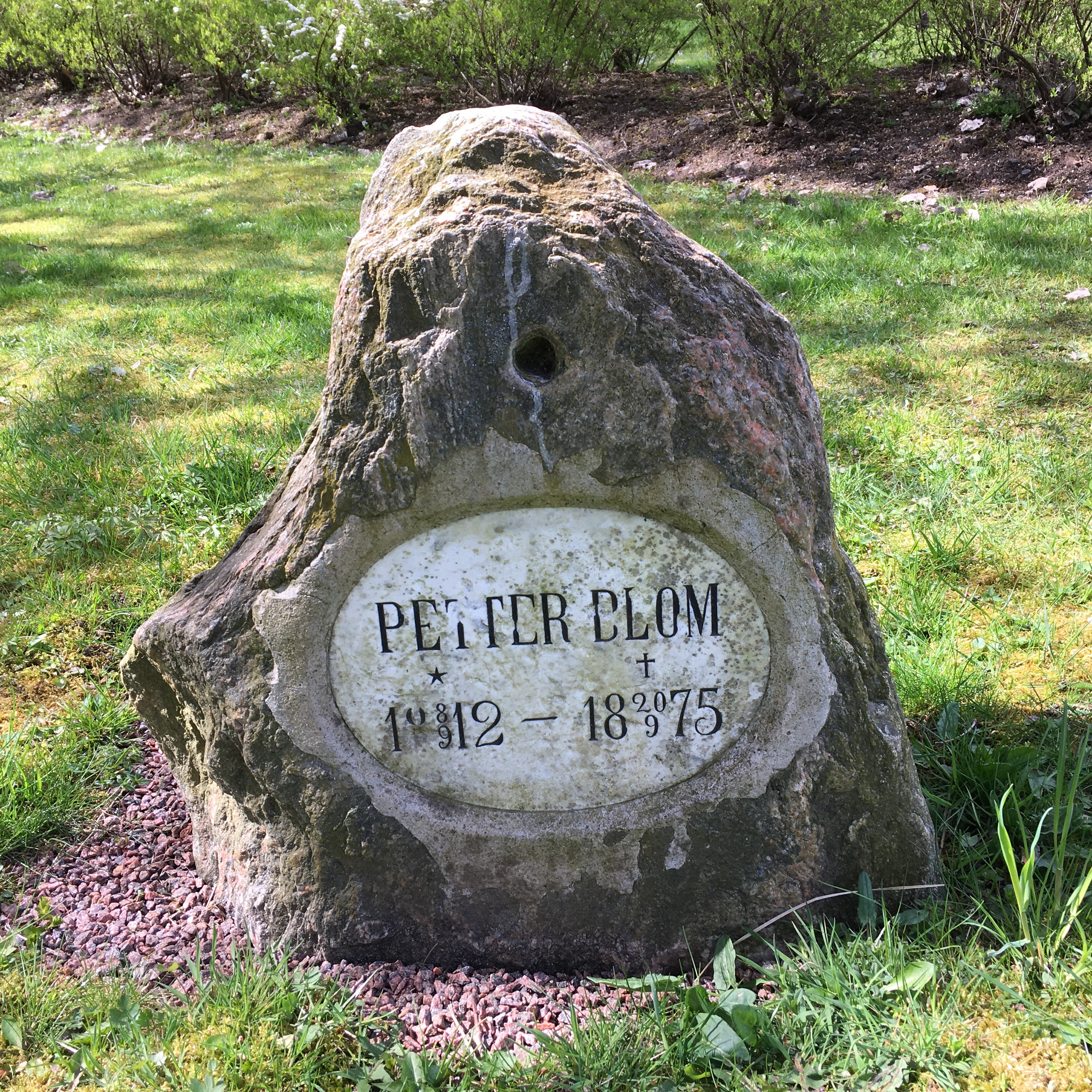
Petter Bloms gravsten.
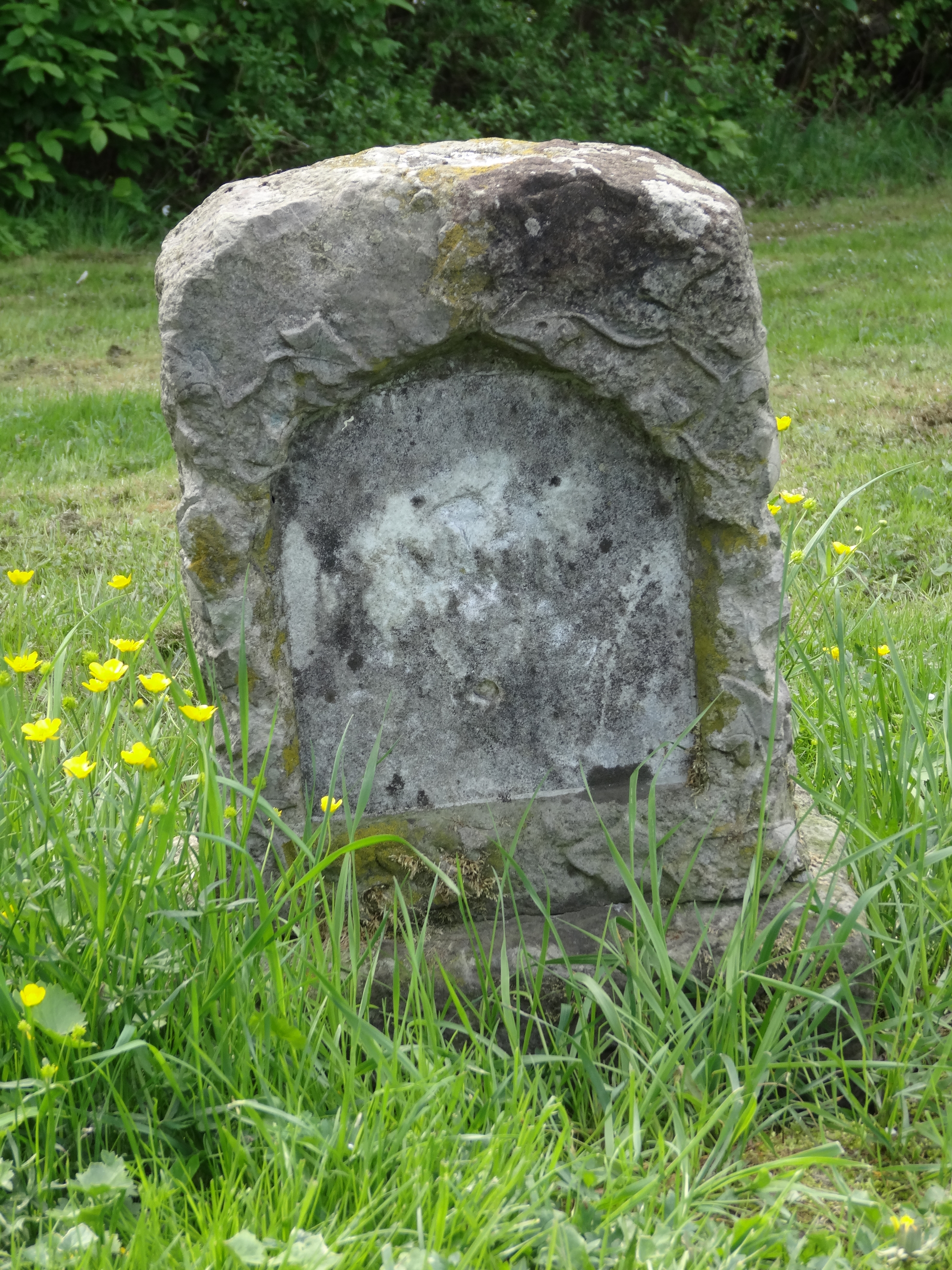
Gravsten med rankor.
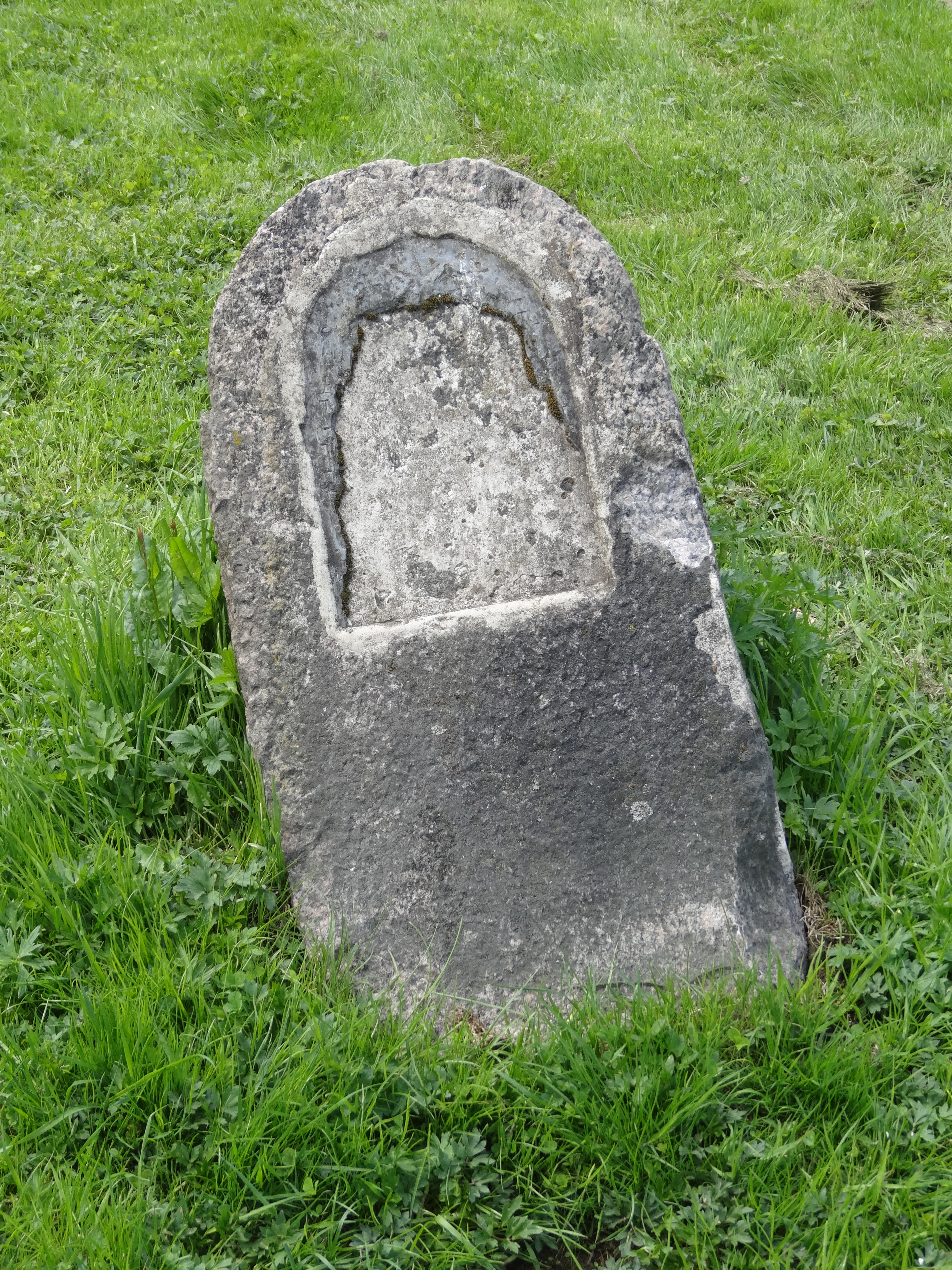
Gravsten med bortvittrat namn.